# Ча-Ам
Ча-Ам (тайский: ชะอำ) — это небольшой пляжный город, расположенный в провинции Петчабури на западном побережье Таиланда. Город находится в 200 километрах к югу от Бангкока и недалеко от известного курортного города Хуахин. Cha-am является популярным местом отдыха для тайцев и иностранных туристов, которые хотят насладиться спокойным и расслабляющим побережьем.
Пляж Cha-am — главная достопримечательность города. Он протяженностью около 5 километров и окружен кокосовыми пальмами, кафе, ресторанами и местами для проката шезлонгов. Вода здесь теплая и мелкая, что делает его идеальным для купания и отдыха на пляже.

Население 20 000 — 30 000 человек. 

## Достопримечательности и туризм
1. Храм Cha-am (Wat Neranchararam) — буддийский храм с большой белой статуей Бодхисаттвы Авалокитешвары.
2. Заповедник и долина камней Као Нанг Пантхурат — место для прогулок по природе и отдыха в тени гигантских валунов.
3. Королевский дворец Мригдаяван (тайск. พระราชนิเวศน์มฤคทายวัน), "Дворец любви и надежды[1]) — красивый дворец на берегу моря, построенный в стиле традиционной тайской архитектуры.
4. Рыбацкие деревни, где можно попробовать свежую морскую рыбу и местные деликатесы.

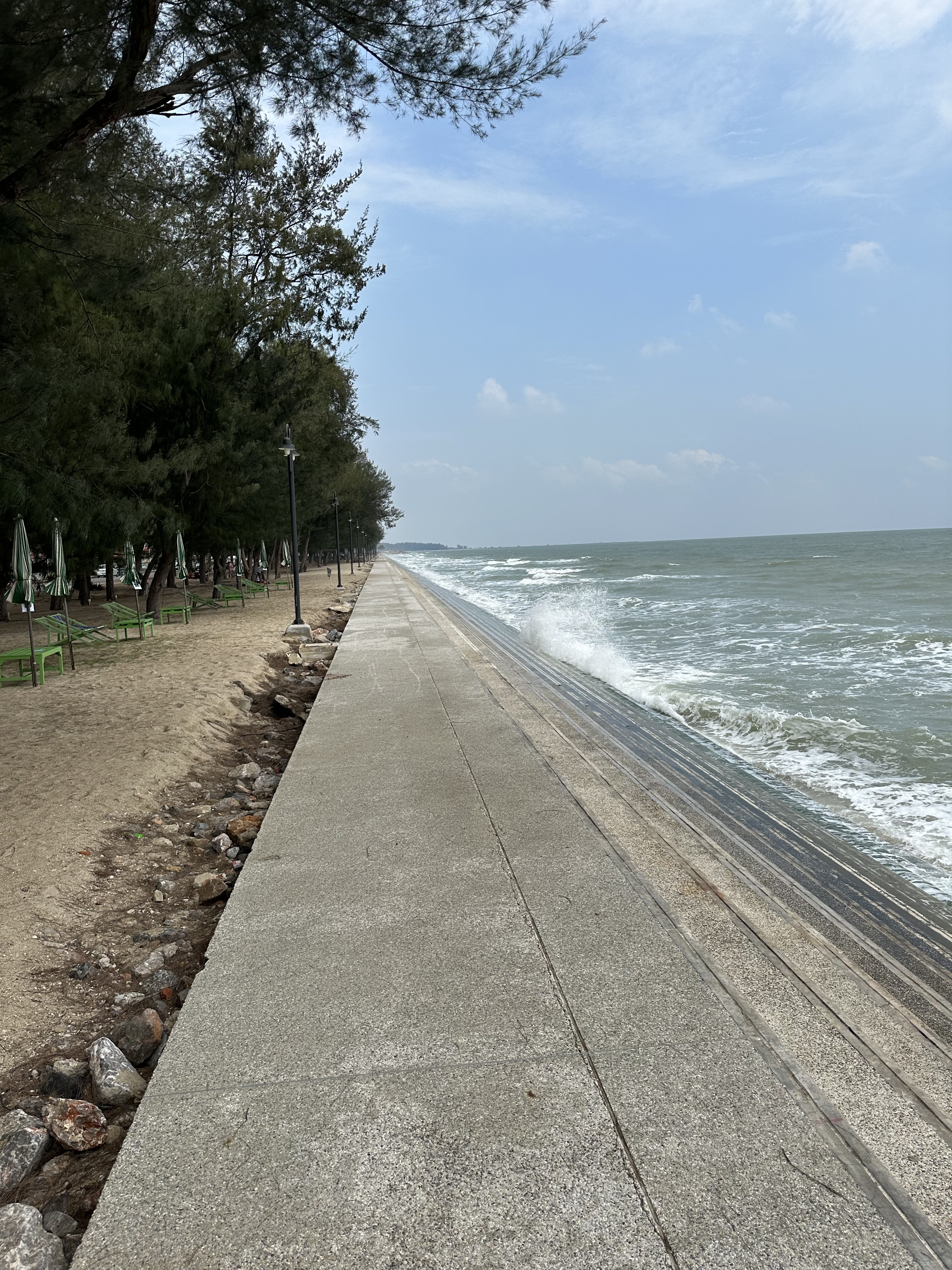
Пляж (набережная) в Ча-Ам

## Климат
Климат относится к тропическому муссонному типу. Это означает, что в городе есть различные сезоны с высокими температурами, высокой влажностью и значительными осадками в определённые периоды года.
Можно выделить три основных сезона:
1. Горячий сезон (март — июнь): В это время года температура может подниматься до 35-40 °C. Влажность также достигает высоких значений, что может создать душное и неприятное ощущение.
2. Сезон дождей (июль — октябрь): Это самый влажный период в Cha-Am, когда муссонные дожди приходят с запада. Осадки могут быть обильными, особенно в августе и сентябре. Температура воздуха в это время составляет около 25-32 °C, а влажность может превышать 90 %.
3. Сухой сезон (ноябрь — февраль): Самый комфортный период для посещения Cha-Am, когда температура колеблется от 20 °C до 30 °C, а влажность снижается. В эти месяцы небольшие осадки и ясные, солнечные дни делают отдых на пляже особенно приятным.